# Замок Инстербург
За́мок И́нстербург (нем. Burg Insterburg) находится в Калининградской области в городе Черняховске (до 1946 года — город Инстербург). Основан в 1336 году по приказу магистра Тевтонского ордена Дитриха фон Альтенбурга на реке Ангерапп, неподалёку от устья Инстера — на месте городища Унзетрапис, разрушенного в 1256 году во время военной кампании ордена по Надровии.

## Описание
Относится к категории «водных» замков (кольцом вокруг замка текла вода: на востоке Анграпа (нем. Ангерапп), на юге Чернуппе — небольшой ручей, который с сильным напором вытекал из верхнего мельничного пруда, на западе и севере вода Чернуппе была направлена в замковый ров). Строился из дубовых брёвен силами покорённых пруссов под руководством оберст-маршала ордена из Кёнигсберга.
Точные сведения о времени превращения деревянного замка в каменный отсутствуют. В том виде, в котором замок Инстербург был первоначально построен из камня, он не сохранился, так как дважды был разрушен и сожжён: в 1376 году литовским князем Скиргайлом и в 1457 году во время войны прусских городов. Однако сооружённая из больших полевых камней кладка основания пережила пожары и разрушения.

## Назначение
Замок Инстербург выполнял двойное назначение: был бастионом против вражеских нападений литовцев и, одновременно, воротами для вылазок в военных походах ордена. С этой трудной задачей гарнизон замка первоначально не справился. Великим магистром Генрихом фон Дуземером был высказан упрёк в том, что замок в 1347 году недостаточно стойко отбивал нападение литовцев. Кроме того, при определении доходов замка Инстербург выяснилось, что в такой глуши не может содержаться настолько большой гарнизон, как комтурство. Поэтому в 1347 году Инстербург был понижен в чине и стал пфлегерамтом.
Замок Инстербург в сохранившемся позднем виде имел характерные черты восточно-прусского типа средневековых оборонительных сооружений, совмещавших функции боевой крепости и места совместного проживания рыцарей, объединённых в единый комплекс.

## История замка

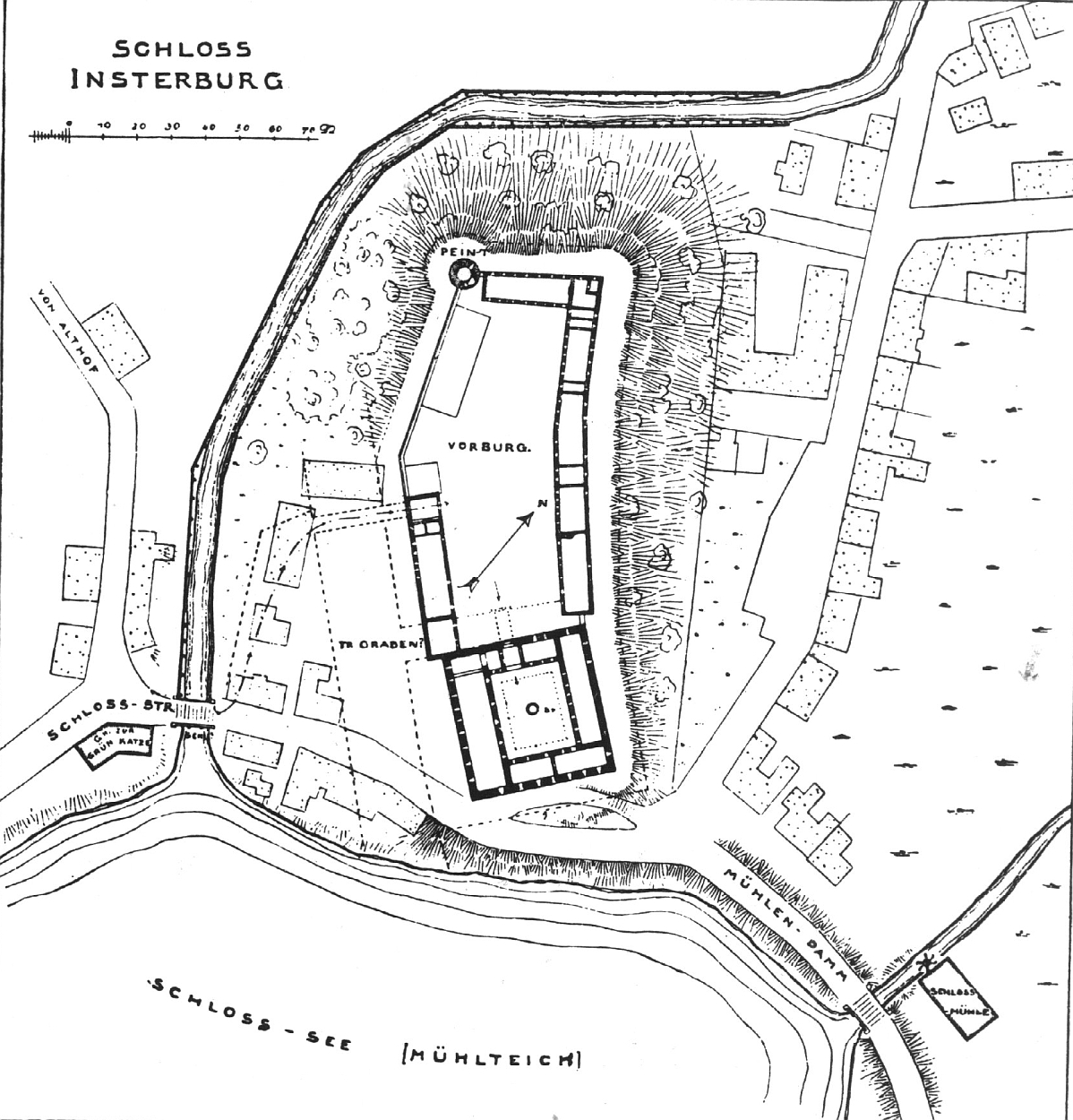
План замка, 1890 год

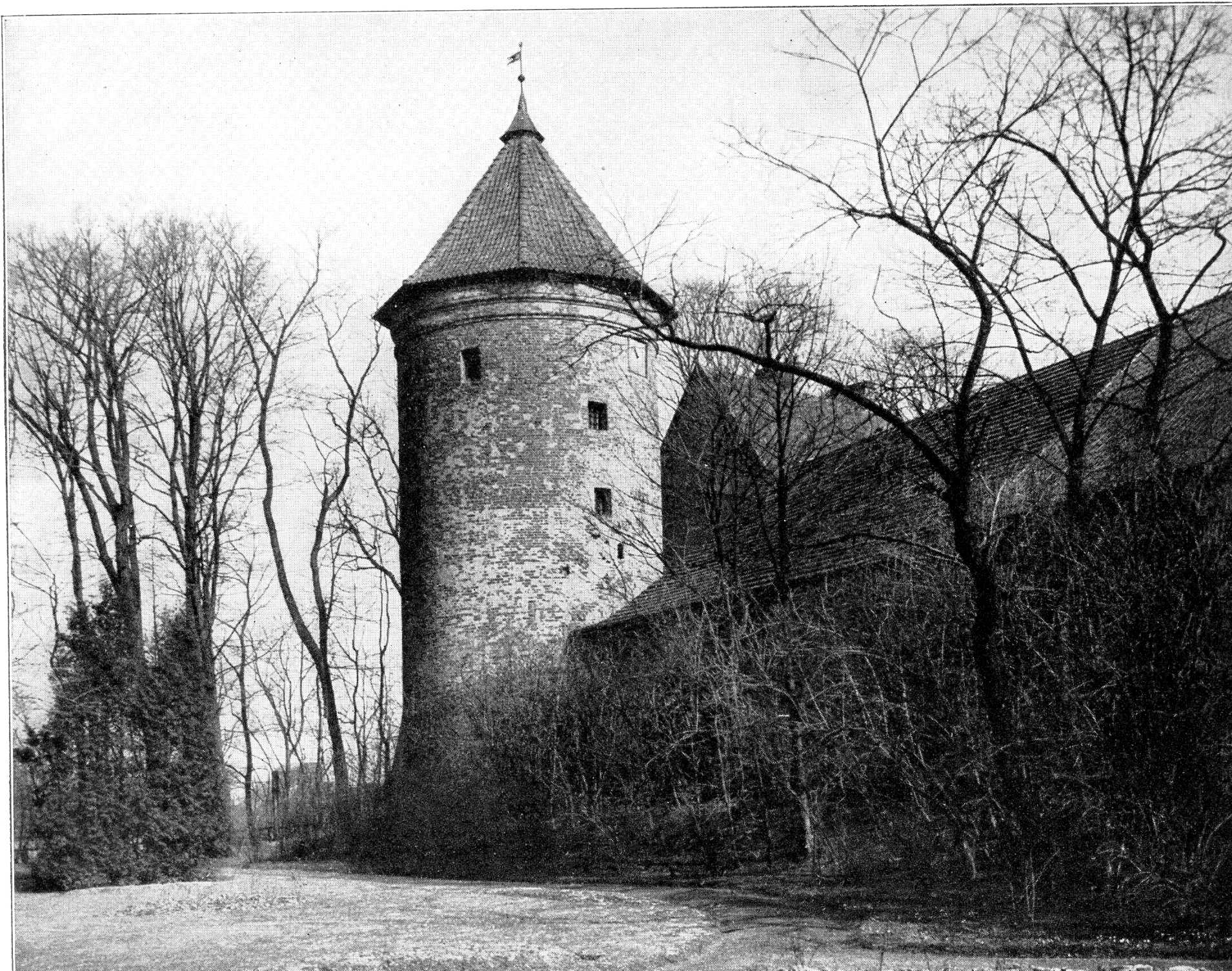
Башня Пайн-турм в начале XX века

Замковый комплекс состоял из цитадели (конвентхауза) и форбурга. Цитадель — квадратное в плане замкнутое двухэтажное здание с мощными глухими наружными стенами и внутренним двором с колодцем — служила для проживания орденских братьев и деятельности Конвента округа. Цокольная часть стен на уровне погребов была выложена из природного камня по системе готической кладки. Выше шла кладка из обожжённого средневекового кирпича с узкими бойницами в наружных стенах. Верх стен завершался боевым круговым ходом — вергангом, перекрытым крутой скатной кровлей. Цитадель имела единственный вход арочного очертания в западном крыле. Форбург представлял собой ограждённое оборонительными стенами вытянутое пространство, очертаниями повторяющее контур вершины холма. Оборонительные стены ломаного очертания фланкировались по углам двумя высокими дозорными башнями с бойницами.
Находясь на рубеже военных действий, замок долгое время не был привлекателен для гражданского населения. О поселениях вокруг замка впервые упоминается в 1466 году — к тому времени здесь сложились три поселения: слобода Фрайхайт у южных стен замка, слобода Хакельверк с трактиром на южной стороне Мельничного пруда и прусская деревушка Шпарге в верхнем течении Анграпы. Их жители занимались торговлей и земледелием.
В 1500 году форбург замка разросся благодаря пристройке с внутренней стороны к оборонительным стенам хозяйственных помещений. После 1525 года замок был превращен в резиденцию Главного Управления округа Инстербург. Первым управляющим был назначен Йохан Пайн.
10 октября 1583 года на основе грамоты маркграфа Георга Фридриха фон Ансбаха (1539—1603) Инстербург получил городские привилегии — собственный суд, городской герб и печать.
В бурное XVII столетие замок был постоянно объектом нападений и местом прибежищ. В 1679 году замок не устоял под натиском шведских войск и был взят 1 января.
В этот период его часто посещали властвующие курфюрсты, а шведская королева Мария Элеонора жила в замке Инстербург с 1642 года, что способствовало развитию города. В 1704 году здесь нашёл приют бежавший от шведского короля Карла XII польский вельможа Чарторыйский с семьёй.

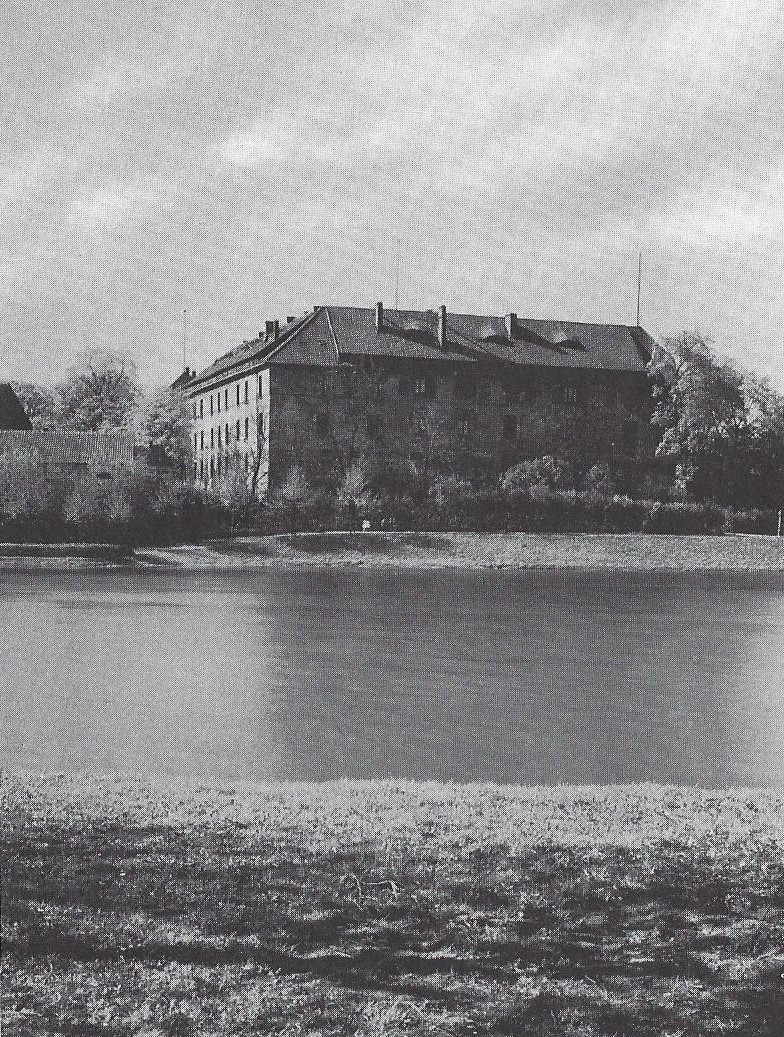
Замок в начале XX века.

В XVIII—XIX веках в Инстербурге поочерёдно располагались придворный суд, склад военного фуража и продовольствия, лазарет на 200 коек (во время кампании Наполеона), казарма эскадронов улан. Всё это приводило к многочисленным перестройкам и реконструкциям зданий. В середине XIX века от былого комплекса сохранились лишь стены цитадели, постройки в форбурге и одна угловая башня Пайн-турм, на которой были установлены часы. На протяжении XIX века форбург неоднократно перестраивался для нужд земельного суда. При этом часть оборонительных стен, видимо, была снесена.
После Первой мировой войны в цитадели замка был устроен музей краеведения Инстербургского Общества древностей, а форбург продолжал оставаться в ведении земельного суда.

В 1945 году замок подвергся штурму и пострадал от пожара. После войны в сохранившихся постройках разместилась воинская часть. Предположительно в 1949 году цитадель замка была практически полностью уничтожена пожаром (остались только внешние стены). С этого же момента началась разборка на кирпич зданий форбурга (материалы вывозились в Литву для восстановления объектов народного хозяйства). В начале 1950-х годов территория замка была передана ремонтно-строительному управлению № 1.

## Современность

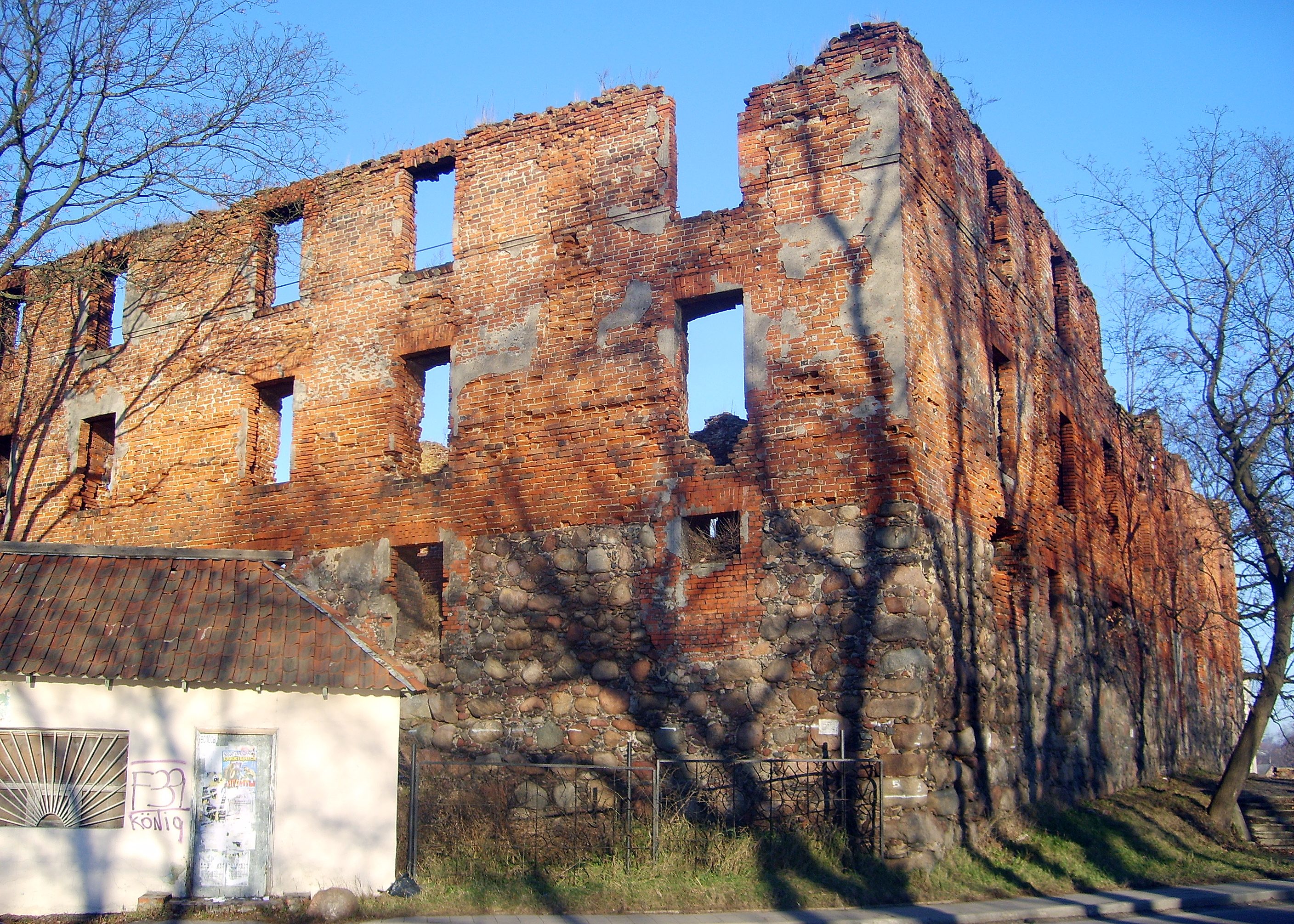
Стены замка в начале XXI века

До наших дней замок дошёл в полуразрушенном состоянии. В подлинном виде сохранились южные хозяйственные постройки форбурга вместе с оборонительной стеной. От цитадели осталась лишь коробка наружных стен, за исключением западного крыла, которое было разобрано в послевоенное время. Тогда же была разобрана и последняя башня замка — Пайн-турм. Северная и северо-западная стороны форбурга не сохранились — осталась только часть оборонительной стены, примыкающая к цитадели с восточной стороны.
С 1997 года на территории замка Инстербург работает группа энтузиастов, объединившаяся в 1999 году в некоммерческую организацию «Дом-Замок». С 2003 года организация является официальным пользователем памятника истории федерального значения «Замок Инстербург». В 2006 году благодаря деятельности НКО «Дом-Замок» объект был включен в федеральную целевую программу «Культура России», начались противоаварийные работы, научные исследования, разработка проектно-сметной документации. С 28 октября 2010 года является собственностью Русской православной церкви. В 2010 году в связи с передачей объекта в собственность РПЦ финансирование работ в рамках ФЦП было прекращено.

## Галерея

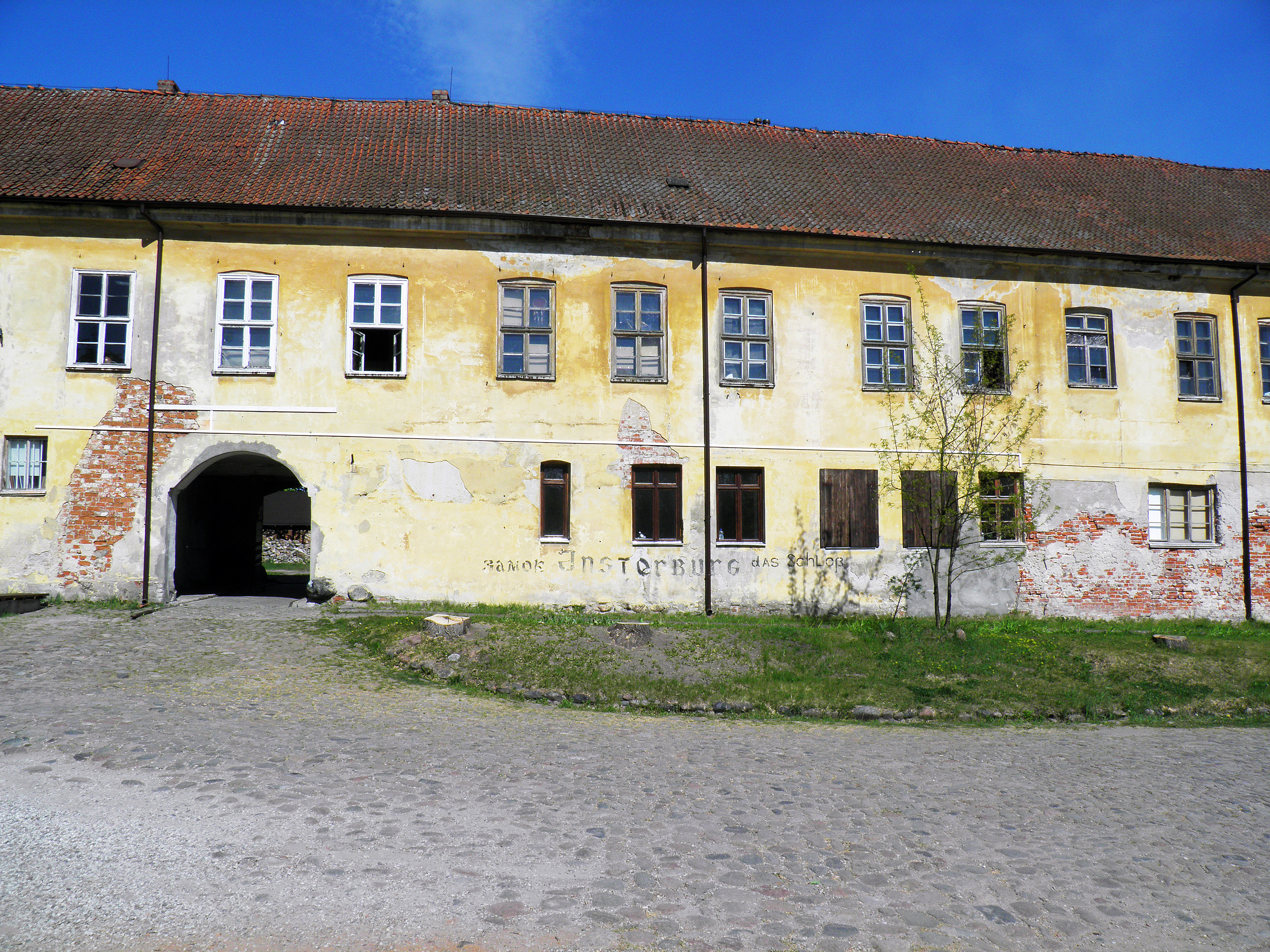
Форбург замка
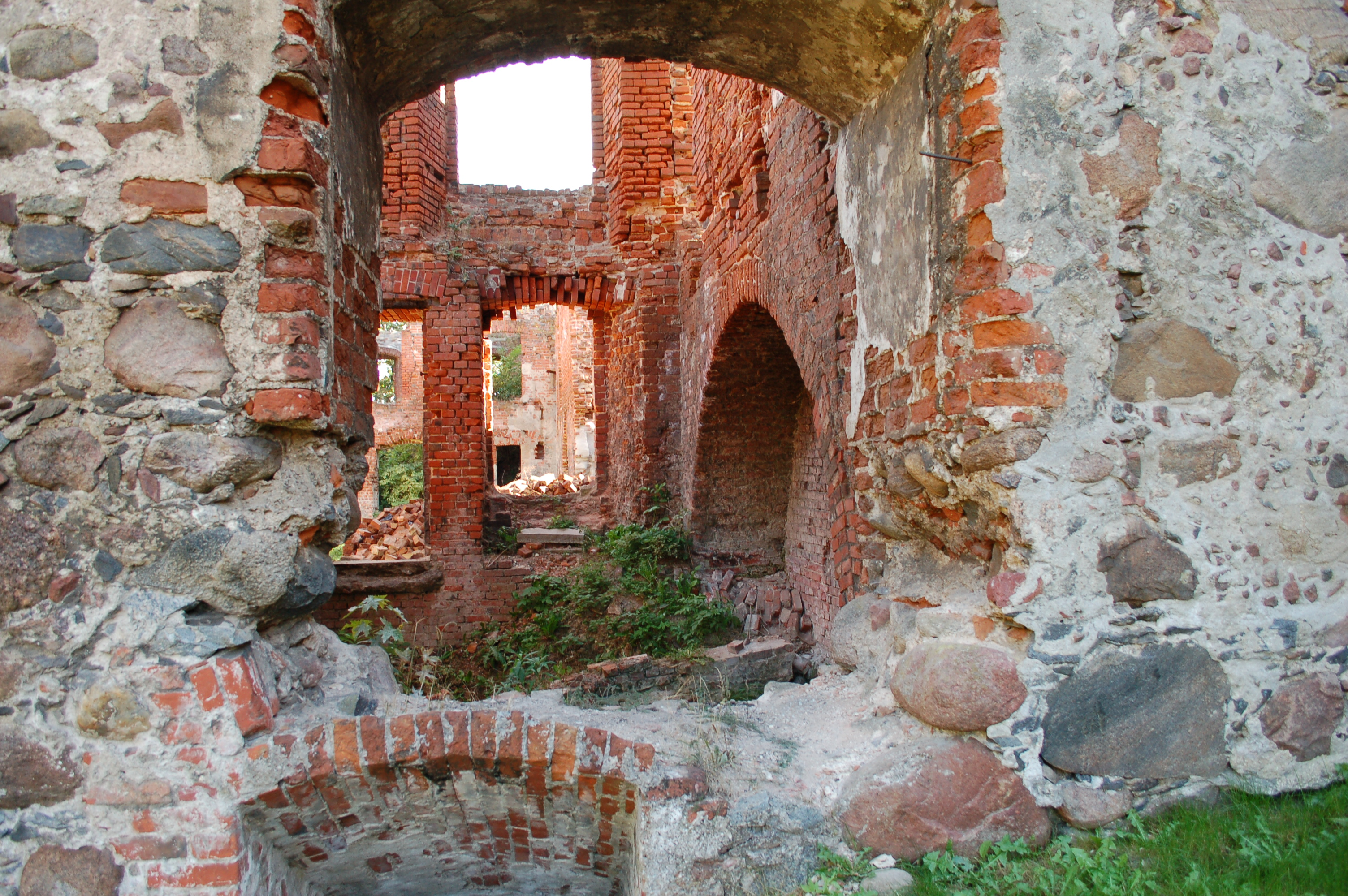
Руины цитадели замка
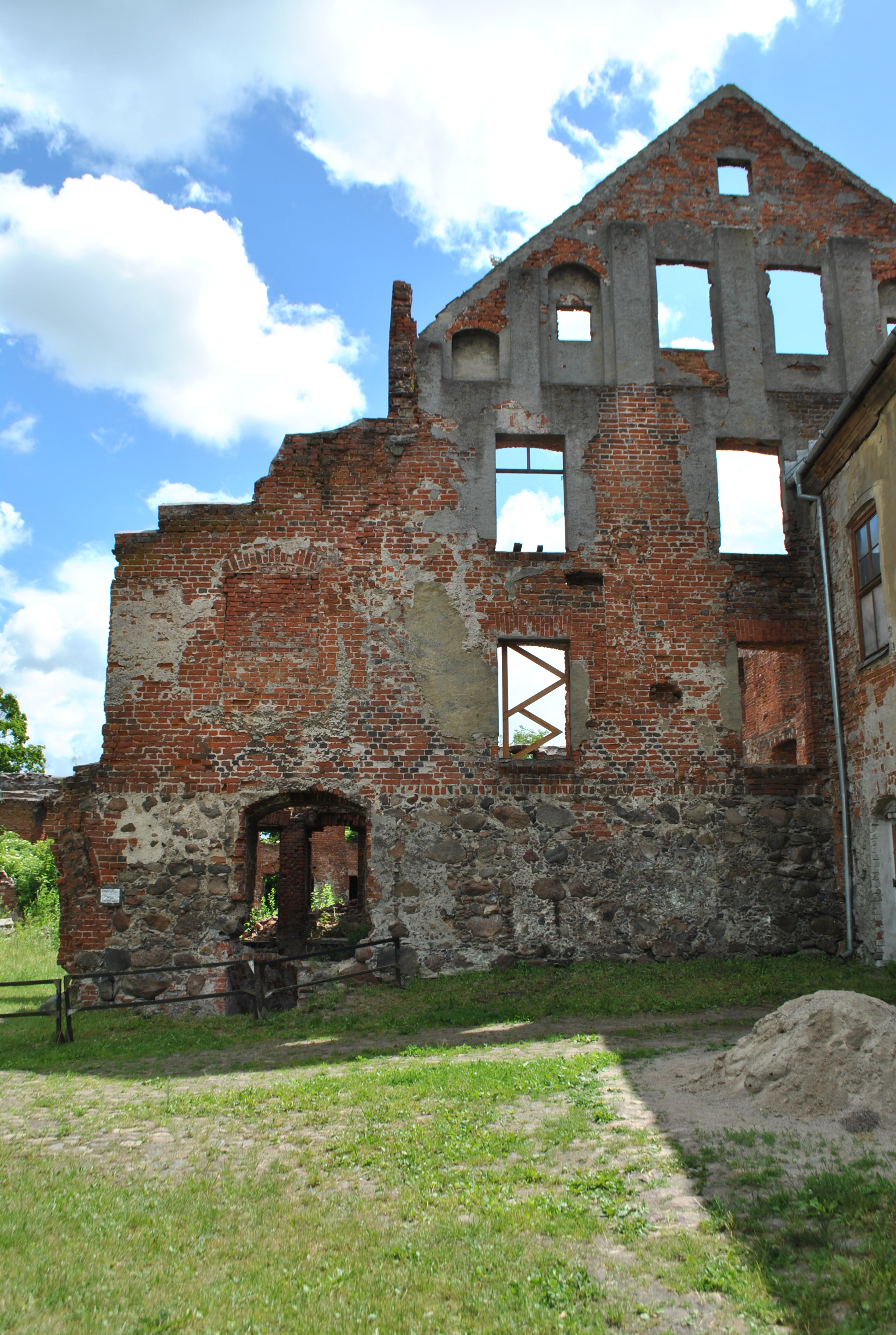
Руины цитадели замка
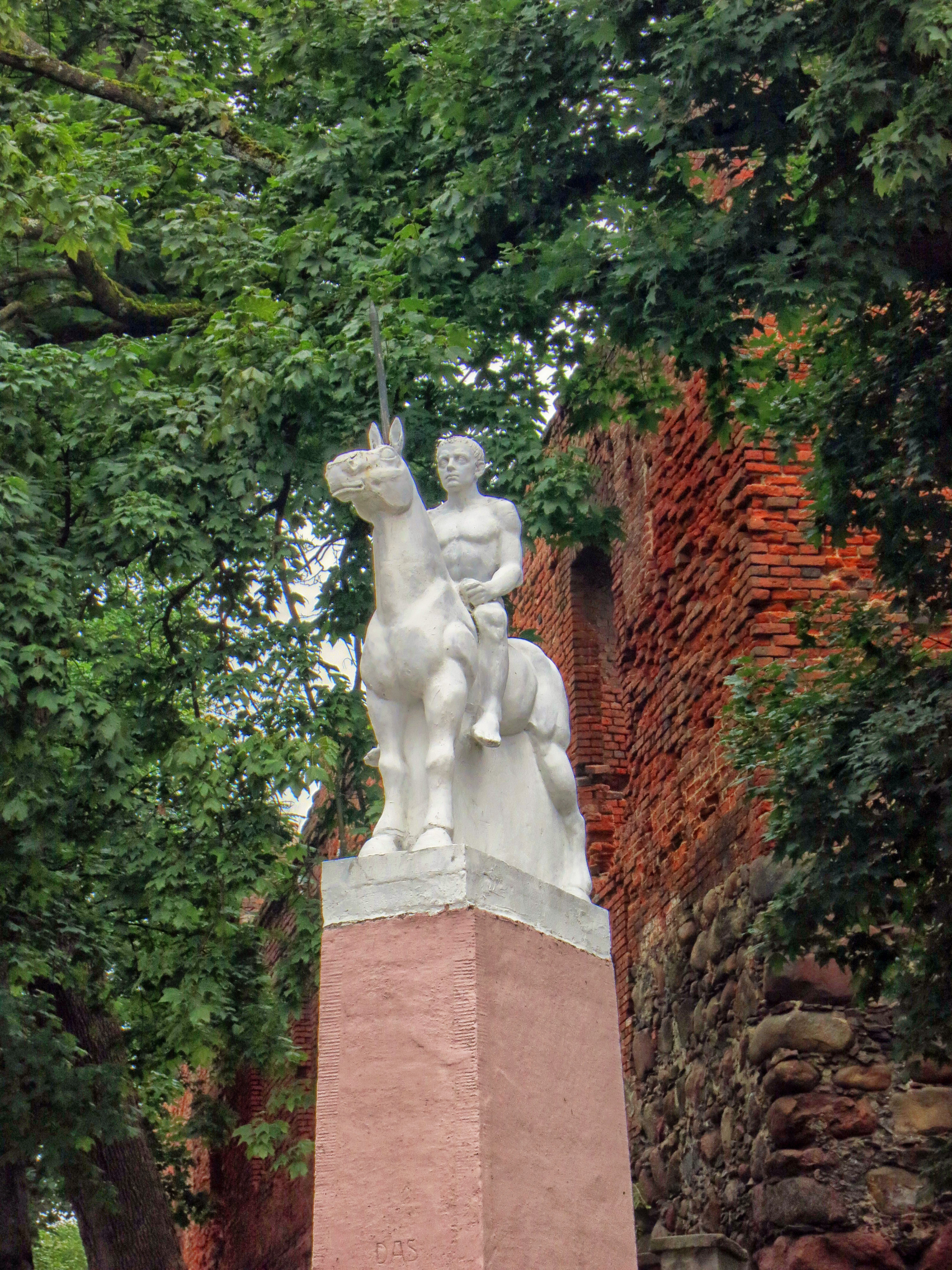
Памятник воинам 12-го Литовского уланского полка[2] возле юго-восточного угла замка (автор - Станислав Кауэр)